# Хмырово (деревня, Москва)
Хмырово — деревня в Троицком административном округе Москвы (до 1 июля 2012 года была в составе Наро-Фоминского района Московской области). Входит в состав поселения Новофёдоровское.

## Население
| 1852 | 1859 | 1899 | 1926 | 2002 | 2006 | 2010 |
| ---- | ---- | ---- | ---- | ---- | ---- | ---- |
| 79   | ↗82  | ↗100 | ↗169 | ↘1   | →1   | ↘0   |

Согласно Всероссийской переписи, в 2002 году в деревне проживала 1 женщина. По данным на 2005 год, в деревне проживал 1 человек.

## География
Деревня Хмырово находится в западной части Троицкого административного округа, примерно в 22 км к западу от центра города Троицка, на небольшой речке Милотинке бассейна Пахры.
В 5 км западнее деревни проходит линия Большого кольца Московской железной дороги, в 8 км к северо-западу — Киевское шоссе М3, в 14 км к юго-востоку — Калужское шоссе А130, в 10 км к северо-востоку — Московское малое кольцо А107. Ближайшие населённые пункты — деревни Голохвастово, Белоусово и Хутора Гуляевы.

## История
В середине XIX века сельцо Хмырово относилось ко 2-му стану Верейского уезда Московской губернии и принадлежало чиновнику 8 класса Кунину Константину Матвеевичу, в сельце было 10 дворов, крестьян 47 душ мужского пола и 32 души женского.
В «Списке населённых мест» 1862 года — владельческое сельцо по правую сторону 2-го Подольского тракта (от Новокалужского тракта к границе Подольского уезда), в 50 верстах от уездного города и 18 верстах от становой квартиры, при колодце, с 12 дворами и 82 жителями (47 мужчин, 35 женщин).
По данным на 1899 год — деревня Рудневской волости Верейского уезда с 100 жителями.
В 1913 году — 30 дворов.
По материалам Всесоюзной переписи населения 1926 года — деревня Архангельского сельсовета Наро-Фоминской волости Звенигородского уезда в 16 км от Кубинского шоссе и 11,7 км от станции Зосимова Пустынь Киево-Воронежской железной дороги, проживало 169 жителей (82 мужчины, 87 женщин), насчитывалось 34 хозяйства, из которых 31 крестьянское, имелась школа 1-й ступени.
1929—1963, 1965—2012 гг. — населённый пункт в составе Наро-Фоминского района Московской области.
1963—1965 гг. — в составе Звенигородского укрупнённого сельского района Московской области.